# Fischland-Darß-Zingst

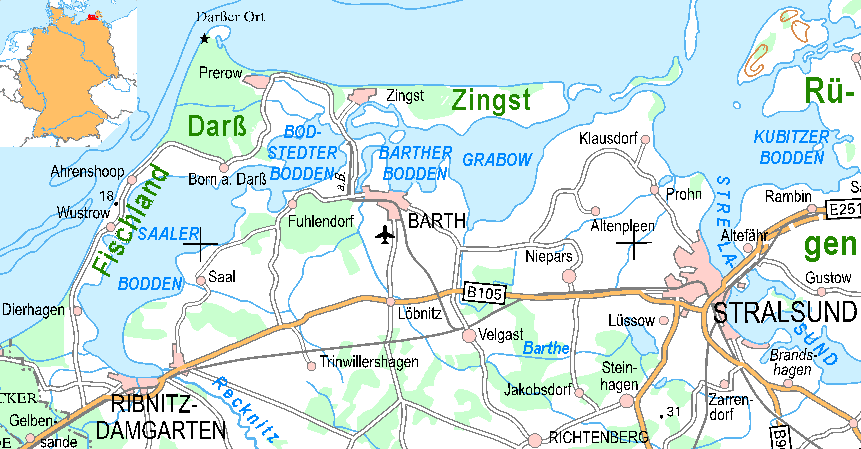
Mapka polohy poloostrova v rámci Meklenburska-Předního Pomořanska

Fischland-Darß-Zingst je pětačtyřicet kilometrů dlouhý poloostrov na pobřeží Baltského moře v oblasti mezi Rostockem a Stralsundem v německé spolkové zemi Meklenbursko-Přední Pomořansko.
Skládá se tří pojmenovaných částí. Jihozápadní pevninská šíje se nazývá Fischland, prostřední část se jmenuje Darß a východní konec Zingst. Na poloostrově se nacházejí obce Wustrow, Ahrenshoop, Born a. Darß, Wieck a. Darß, Prerow a Zingst.